# Hippopsicon bambesae
Hippopsicon bambesae là một loài bọ cánh cứng trong họ Cerambycidae.